# Campionati europei di ciclismo su strada 2016 - Gara in linea maschile Junior
La gara in linea maschile Junior dei Campionati europei di ciclismo su strada 2016, dodicesima edizione della prova, si disputò il 16 settembre 2016 con partenza ed arrivo a Plumelec, in Francia. La vittoria fu appannaggio del francese Nicolas Malle, che terminò la gara in 3h03'49", precedendo il connazionale Emilien Jeanniere e lo sloveno Tadej Pogačar. 
Sul traguardo di Plumelec 113 ciclisti su 150 partenti, portarono a termine la competizione.

## Ordine d'arrivo (Top 10)
| Pos. | Corridore           | Squadra     | Tempo    |
| ---- | ------------------- | ----------- | -------- |
| 1    | Nicolas Malle       | Francia     | 3h03'49" |
| 2    | Emilien Jeanniere   | Francia     | s.t.     |
| 3    | Tadej Pogačar       | Slovenia    | s.t.     |
| 4    | Nils Eekhoff        | Paesi Bassi | s.t.     |
| 5    | Samuele Battistella | Italia      | s.t.     |
| 6    | Filippo Zana        | Italia      | s.t.     |
| 7    | Reto Müller         | Svizzera    | s.t.     |
| 8    | Barnabás Peák       | Ungheria    | a 4"     |
| 9    | Robin Froidevaux    | Svizzera    | s.t.     |
| 10   | Sedrik Ullebø       | Norvegia    | a 9"     |